# جيني أوهارا
جيني أوهارا (بالإنجليزية: Jenny O'Hara)‏ (و. 1942  م)، ممثلة تلفزيونية، وممثلة أفلام، وممثلة مسرحية أمريكية، ولدت في سونورا، توولومني، كاليفورنيا، بدأت مشوارها المهني سنة 1968.

## التعليم
تعلمت في جامعة كارنيغي ميلون.

## وصلات خارجية
- جيني أوهارا على موقع IMDb (الإنجليزية)
- جيني أوهارا على موقع ألو سيني (الفرنسية)
- جيني أوهارا على موقع تيرنر كلاسيك موفيز (الإنجليزية)
- جيني أوهارا على موقع أول موفي (الإنجليزية)
- جيني أوهارا على موقع قاعدة بيانات برودواي على الإنترنت (الإنجليزية)
- جيني أوهارا على موقع قاعدة بيانات الأفلام السويدية (السويدية)
- جيني أوهارا على موقع إن إن دي بي (الإنجليزية)
- جيني أوهارا على موقع قاعدة بيانات الفيلم (الإنجليزية)
- جيني أوهارا على موقع كينوبويسك (الروسية)